# Lusevera
Lusevera (Lusèvare en frioulan, Bardo en slovène) est une commune italienne de la province d'Udine dans la région Frioul-Vénétie Julienne en Italie.

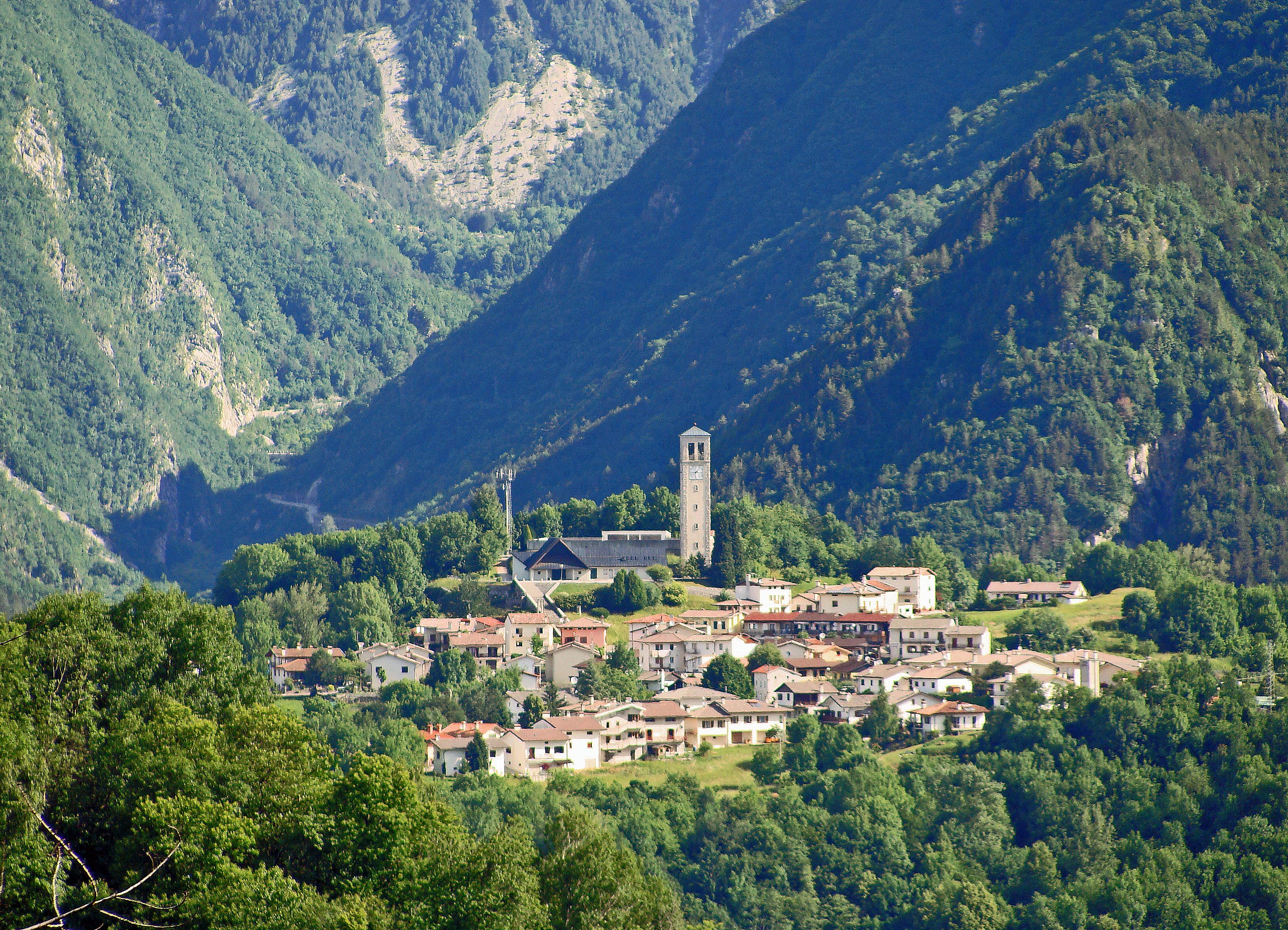
Lusevera, vue panoramique.

## Administration
| Période                                  | Période | Identité | Étiquette | Qualité |
| ---------------------------------------- | ------- | -------- | --------- | ------- |
|                                          |         |          |           |         |
| Les données manquantes sont à compléter. |         |          |           |         |

### Hameaux
Cesariis, Micottis, Musi, Pers, Pradielis, Vedronza, Villanova

### Communes limitrophes
Gemona del Friuli, Montenars, Nimis, Resia, Taipana, Tarcento, Venzone